# 畜生
畜生（梵語：Tiryagyoni），又稱傍生（古字写作旁生）或橫生（梵语：tiryañc；巴利语：tiracchāna；音译底栗車）、畜生道、傍生趣，為六道之一，指的是飛禽走獸、蜎蠕蟲蟻等所有實存動物，亦包含龍等俱動物外型的傳說生物，與地獄道、餓鬼道合稱三惡道。
在民間用語上主要是指禽、獸，或寫作畜牲、禽牲。

## 概論
畜生即指动物身，亦云傍生（古字旁生），稱其形“傍”（横行或爬行），以及行為也“傍”（心不正，歪横）爲故，也有觀點說因為依傍人類等所生存故得名。不过，和人们通常认为的“动物”有些不同，畜生道有情未必是智力低下、受制於人的普通动物。《大毗婆沙論》認為有些印度神話中的鬼神，如緊那羅（kiṃnara）、畢舍遮（piśāca）等，為傍生趣所攝，因為其具有傍生的外相。
《順正理論》提到有些傍生鬼神，威德自在遠勝天人，如難陀（Nanda）、跋難陀（upananda）等龍王。雖部分傍生有大神通，但畜生道代表著三不善根中的愚癡无明（饿鬼爲贪），五道之中無明多者莫若畜生，故畜生道仍是惡趣。
佛陀允許畜生道的眾生皈依受戒，但不聽許出家。釋迦摩尼佛住世時有善現龍王幻化成人的模樣出家，但被人發現龍身，而被驅逐出僧團的公案。

## 種類
據佛教經論記載，傍生可分為胎、卵、濕、化四生（出生方式），與人相同，除出生方式外尚有數種分類法：
- 六分法：若依住處，可分空行、陸行、水行3種；若依晝夜，則有晝行、夜行、晝夜行3類。（出自《大智度論》卷第30）[1]
- 依《大樓炭經》說，畜生大約有3種類型：魚，鳥，獸。於此3種中各有無量類別，如魚有6,400種，鳥有4,500種，獸有2,400種。[來源請求]

而傍生的壽命長短也依種類而不盡相同，差別極大。短者或一日一夜、或幾日，如蚍蜉，也有長者如龍王等，可達一中劫。

## 民俗文化
民间写作「畜牲」，但具体含义有细微区别，民间自然不以怪力乱神爲常见，故一般畜牲指家畜，并不包含鬼神精怪。而“牲”字实际上起源於牺牲中的牲禮，即用固定的肉食搭配祭祀天地祖先。